# 球菌

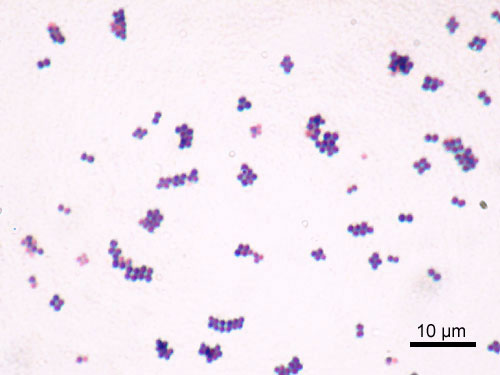
球菌の顕微鏡像（黄色ブドウ球菌）

球菌（きゅうきん）とは、個々の細胞の形状が球形を示す原核生物（真正細菌および古細菌）のこと。桿菌、らせん菌と併せて、原核生物を形態によって分類するときに用いられる用語である。
ラテン語の「coccus（複数形はcocci）」は「（穀物などの）粒」あるいは「木の実」を表すギリシャ語「κόκκος」に由来している。

## 概要
最初に微生物を発見したことで知られるレーウェンフックが、1683年9月にイギリスの王立協会に送ったスケッチにも、桿菌およびらせん菌と共に、球菌と思われるものが描かれており、細菌が発見された当時からその存在が知られていたことが窺える。
細菌は単細胞生物であるが、その一つ一つの細胞の形状は種ごとに異なる。このため細菌学の初期の段階から、細胞の形状は細菌を鑑別同定あるいは分類するための指標として用いられてきた。特に、生理学的分類、生化学的分類、遺伝学的分類が発達する以前には、顕微鏡によって観察可能な細菌の細胞形状は、最も重要な判断材料の一つであった。2000年頃からは、細菌学の分野では遺伝学的な分類法が主流になっており、球菌や桿菌などのような形状を指標にした分類はその新しい分類法と必ずしも一致しないため、分類学的な重要性は低くなった。しかし依然として、細菌の鑑別同定を行う場合には重要な判断材料の一つであり、医科細菌学など一部の分野では慣用的な分類群として利用されている。
自然界の至るところに球菌は存在しており、その生育環境は菌種ごとに多岐にわたる。一部の球菌はヒトや動物の常在細菌として、体表面、鼻咽腔、消化管、泌尿器などに生息している。また、一部のものはヒトに対する病原性を持ち、さまざまな感染症の原因になる。代表的な病原性の球菌には、グラム陽性のものとして、黄色ブドウ球菌、化膿レンサ球菌、肺炎球菌（肺炎双球菌）、グラム陰性のものとして、淋菌、髄膜炎菌などが挙げられる。

## 形態と配列
一般的な球菌は、通常、直径0.5〜2µm程度のほぼ完全な球形を示す。その大きさは菌種や生育状況によってまちまちであるが、桿菌やらせん菌では長軸が5µmから、長いものでは20µmに及ぶものがあることと比較すると、概ね細菌としては標準的な大きさ、ないし小さい部類にあたる。球菌の形状は完全な球形だけではなく、腎臓形のもの、半球形のもの、三角状のもの（ランセット形、西洋の槍であるランスと同様な円錐形）など、さまざまなものが存在する。一方、桿菌にも非常に短くて球菌と似た、球桿菌と呼ばれるものが存在し、球菌と桿菌を見た目だけで判断することは必ずしも容易ではない。

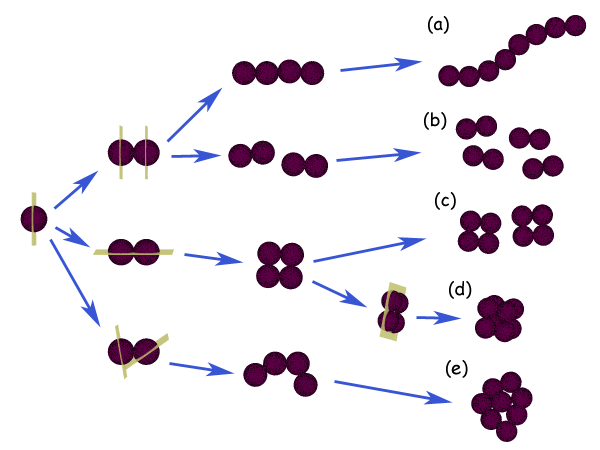
球菌の配列。(a)レンサ球菌、(b)双球菌、(c)四連球菌、(d)八連球菌、(e)ブドウ球菌。黄色の平面は分裂面を表したもの。

顕微鏡下で球菌を観察すると、個々の細菌細胞が離れた状態で観察されるものは少なく、ほとんどの菌種は数個から数百個の細胞が集まった状態で観察される。また、このときの細胞の集まり方（配列、 arrangement）には、菌種によってそれぞれ特徴があり、球菌はその配列の違いによって、レンサ球菌、双球菌、四連球菌、八連球菌、ブドウ球菌に分類される。この配列の違いは主に球菌が細胞分裂するときの分裂面の方向性や規則性の違いに依存しており、一個の細胞が二個に分裂した後の、二回目（二個→四個）以降の分裂の性質によって決定される。
- レンサ球菌 （streptococcus）と双球菌（そうきゅうきん、diplococcus）
二回目の分裂面の方向が一回目と同じ、すなわち互いに平行になる場合、配列は直線状になる。このとき、細胞同士の付着性が高いものは連なった鎖状（連鎖状）になり、付着性が弱いものはそれぞれが分離して二個の細胞が対をなした状態になる。前者をレンサ球菌、後者を双球菌と呼ぶ。「レンサ球菌」という名称は、Streptococcus属（レンサ球菌属）の細菌全般を表す名称として用いられる場合も多い。なお英語では属名を表す場合は、イタリック体（斜字体）で表記し大文字ではじめる決まりがあり、配列を指す語である「streptococcus」とは、表記によって区別される。
- 四連球菌（よんれんきゅうきん、tetragena、tetrad）と八連球菌（はちれんきゅうきん、sarcina）
二回目の分裂面の方向が一回目のものと直交する場合、細胞が規則正しく四個または八個に配列し、前者を四連球菌、後者を八連球菌と呼ぶ。分裂面が二方向（x-y方向）である場合や、分裂後の分離が早い段階で起こるものは四連の配列になり、分裂面が三方向（x-y-z方向）である場合や、分離が遅いものは八連の配列になる。
- ブドウ球菌（staphylococcus）
二回目以降の分裂面が不規則である場合や、四連あるいは八連球菌と同様に直交する分裂面を持ち、なおかつ分裂後の分離が不規則になると、配列もまた不規則に乱れて、ブドウの房のような配列になる。このような球菌をブドウ球菌と呼ぶ。レンサ球菌と同様に「ブドウ球菌」も、Staphylococcus属（ブドウ球菌属）の細菌全般を指す名称として用いられる場合も多い。

このような配列の違いによる分類は球菌に独特のものであり、桿菌やらせん菌ではほとんど行われない。桿菌については、炭疽菌など連鎖状に配列するものを「連鎖桿菌」と呼ぶ場合があるが、繁用されている名称ではない。
特定の球菌がどのような配列をとるかは菌種によってほとんど決まっているため、配列は球菌を同定する上での判断材料の一つになる。しかし実際に細菌を顕微鏡で観察するときには、典型的な配列を示さないこともある。例えば、四連球菌が常に全て四個一組で観察されるというわけではない。顕微鏡で観察した大部分は四個一組に見えるだろうが、たまたま分離した直後の一個や二個のものが見えたり、あるいは四個の組が密集して八連やブドウ状に見えたりもする。このように細菌の生育状態や顕微鏡標本の出来具合、観察している視野などによっても、観察される球菌の配列は違ってくることがある。

## 球菌の例
球菌のうち、代表的なものを以下のギャラリーに示す。上段が細菌、下段が古細菌。

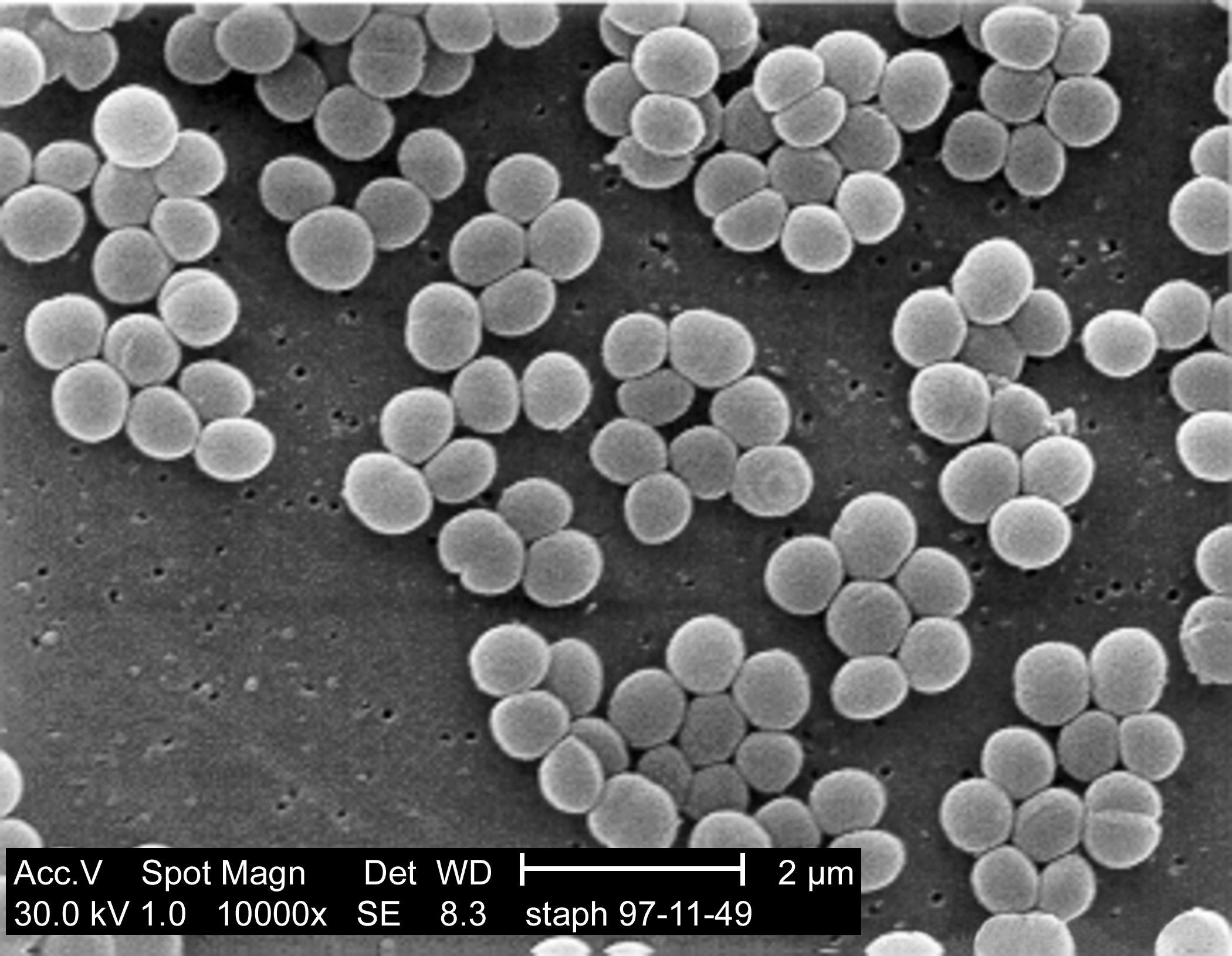
黄色ブドウ球菌 球菌が不規則に配列
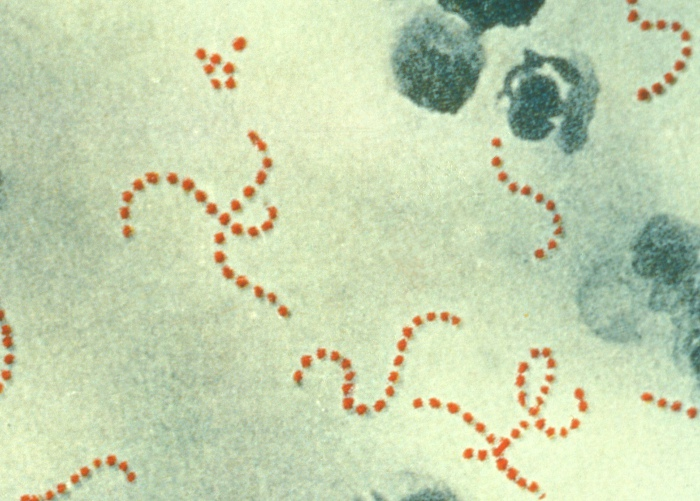
レンサ球菌。球菌が一列に並んでいる。
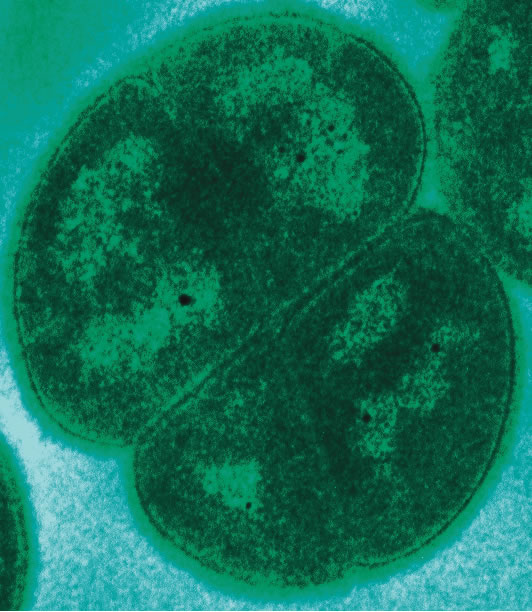
Deinococcus radiodurans
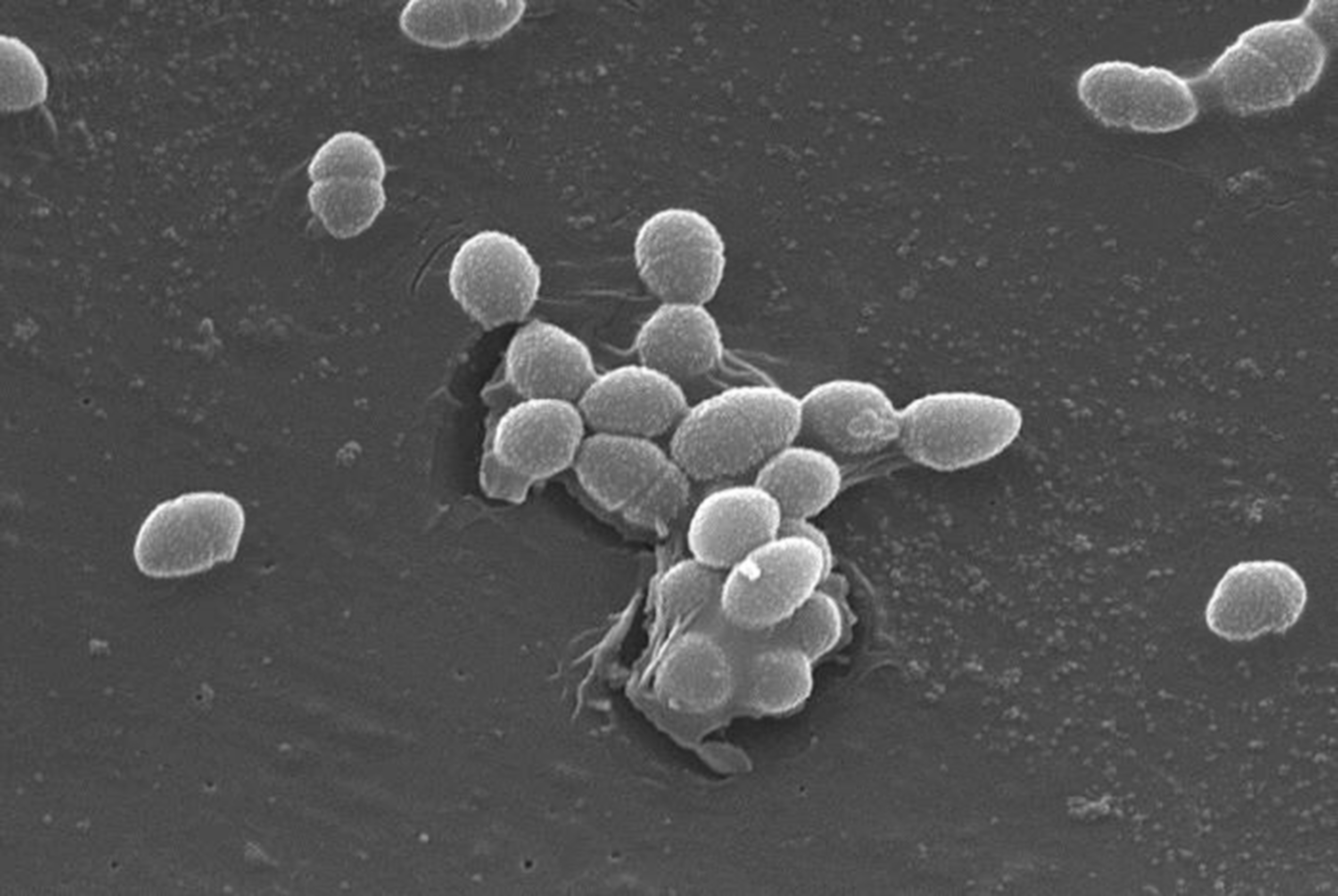
Enterococcus faecalis 双球菌
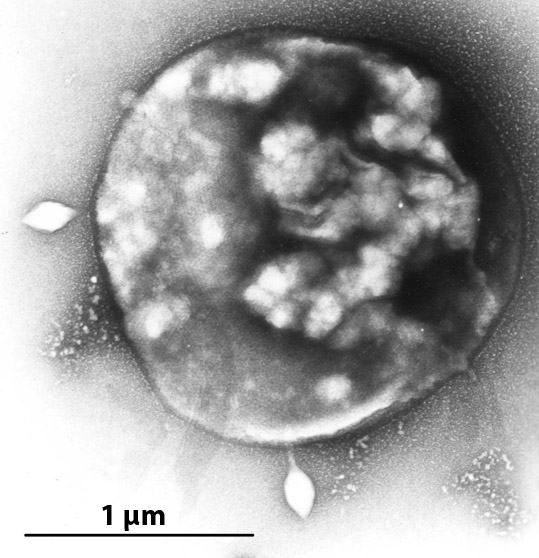
Sulfolobus（古細菌）不定型球菌。表面にウイルスが付着している
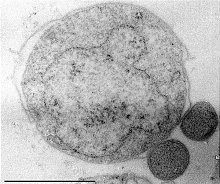
Ignicoccus（古細菌）不定型球菌又は円盤状。表面に別の古細菌が付着している
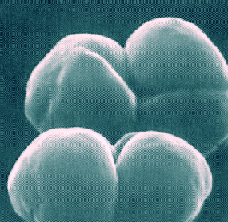
Methanosarcina（古細菌）。写真では八連球菌。それ以上になる場合が多い
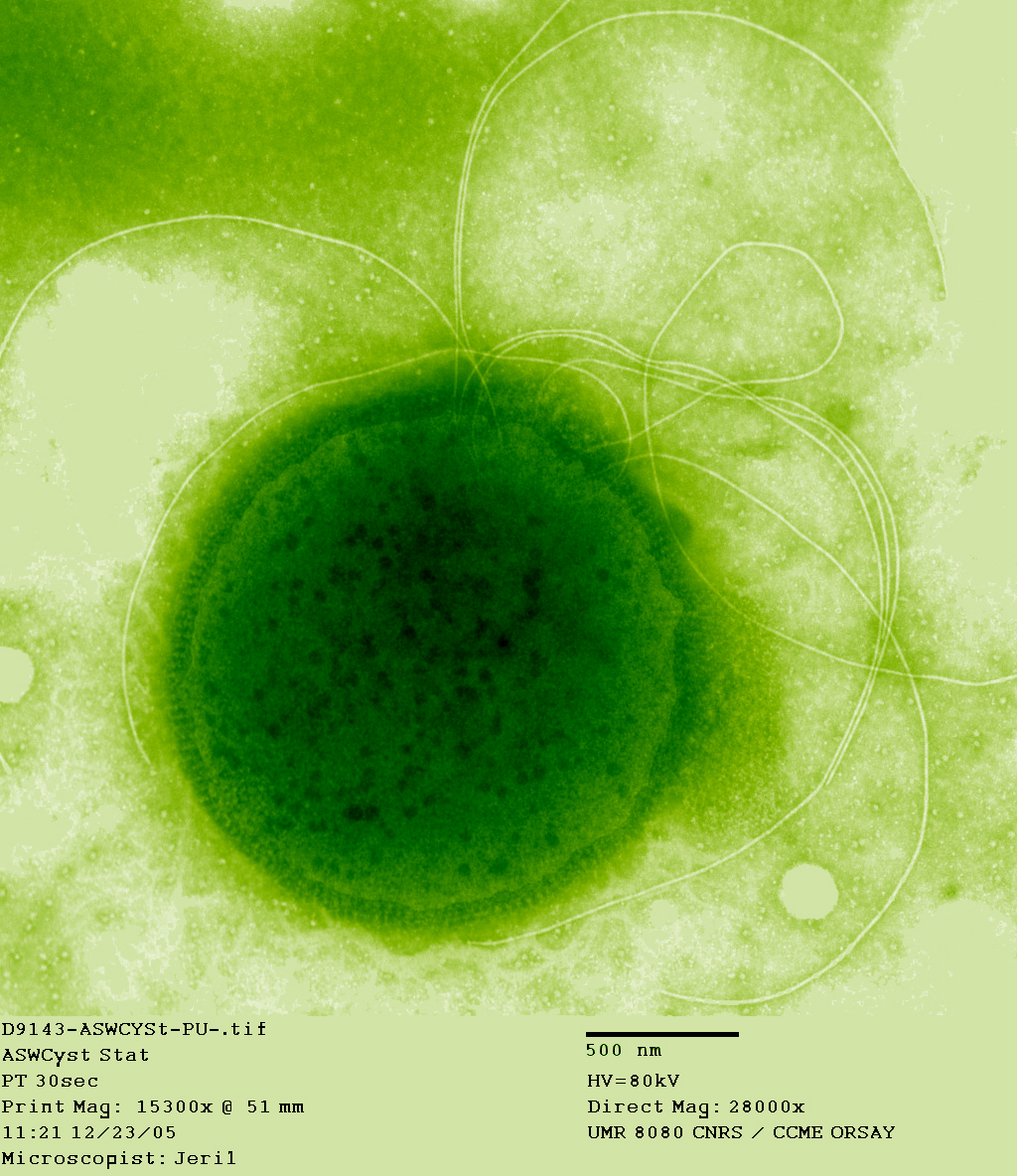
Therumococcus（古細菌）。単独で、鞭毛を持つ球菌。